# Papa t'es plus dans l'coup (chanson)
 (février 2024).
Si vous disposez d'ouvrages ou d'articles de référence ou si vous connaissez des sites web de qualité traitant du thème abordé ici, merci de compléter l'article en donnant les références utiles à sa vérifiabilité et en les liant à la section « Notes et références ».
Singles de Sheila
 L'école est finie
(1963) Le ranch de mes rêves
(1963)
Pistes de Le Sifflet des copains - L'école est finie
 L'école est finie  Pendant les vacances
Papa t'es plus dans l'coup est le deuxième véritable tube de Sheila, et l'un des plus grands succès de l'année 1963.  
Figurant sur le même 45T EP que L'école est finie, Papa t'es plus dans l'coup obtient ainsi une énorme notoriété. Sheila l'interprète de nombreuses fois à la télévision et ce titre fait l'objet d'un Scopitone (clip de l'époque). Bourvil en fait plus tard une parodie en chantant J'suis papa et j'suis dans l'coup.
Le texte, pas si inoffensif que cela, de la chanson chantée par Sheila qui avait alors une allure de jeune fille sage rassurant pour les adultes, remet pourtant en cause avec humour toutes les valeurs morales et sentimentales que son père lui a prodiguées jusque-là. Sheila va même jusqu'à conseiller à son père de « retourner bien vite à l'école » pour « réviser son jugement ». 
François Ozon a choisi Papa t'es plus dans l'coup pour illustrer une scène de son film 8 femmes interprétée par Ludivine Sagnier.

## Fiche artistique
- Titre : Papa t'es plus dans l'coup
- Paroles : Jil
- Musique : Jan
- Interprète d’origine : Sheila sur le 45 tours EP Philips 432866
- Arrangements et direction musicale : Sam Clayton
- Producteur : Claude Carrère
- Année de production : 1963
- Éditeur :  Raoul Breton
- Parution : Février 1963
- Durée : 01:35

## Papa t'es plus dans l'coupen CD
- 1963 : Le Sifflet des copains - L'école est finie
- 2006 : Juste comme ça (double album) - CD Warner
- 2008 : Toutes ces vies - Les chansons incontournables - CD Warner Rhino 5144278712

## Culture populaire
Cette chanson est reprise par l'actrice Ludivine Sagnier dans le film Huit femmes réalisé par François Ozon.